# Cecilia Hjortsberg
Cecilia Maria Hjortsberg, född 6 oktober 1978 i Karlskrona stadsförsamling, är en svensk operasångerska (sopran) verksam vid Det Kongelige Teater i Köpenhamn.

## Utbildning och yrkesbana
Hjortsberg har gått förberedande kantorsutbildning, Göteborgsoperans operastudio (Operastudio 95) och Kungliga Musikhögskolans kammarmusikerutbildning i Västerås samt studerat sång för Karin Mang-Habashi och Håkan Hagegård.
Hon var tidigare anställd vid Malmö Opera och Musikteater, där hon medverkat i bland annat Miss Saigon, Otello, Turandot, La Bohème och Faust.
Hon medverkade i Skånska Operans uppsättning av Don Giovanni som Donna Anna 2005. Samma år anställdes hon vid Det Kongelige Teater i Köpenhamn, där hon sjunger i operakören.
De senaste åren har Hjortsberg sjungit en rad titelroller, såsom Desdemona i Verdis Othello, Violetta i Verdis La Traviata, Giorgetta  i Puccinis Il Tabarro och Michaela i Bizets Carmen som hon gjorde bland annat på St. Margarethen i Wien.
Hon är medlem av gruppen The Nordic Singers och Harpe Duo.

## Operaroller
- Häxan i Humperdinks Hans och Greta
- Fiordiligi i Così fan tutte
- Kejsare Augustus i Tiberius prövningar
- Isis i Osiris[2]
- Donna Anna i Mozarts Don Giovanni, Skånska Operan[2]
- Michaela i Bizets Carmen  St:Margarethen, Wien
- Michaela Carmen Guido, operan[2]
- Desdemona i Verdis Othello  Opera i Provinsen, Danmark[2]
- Giorgetta i Puccinis Il Tabarro
- Violetta i Verdis Traviata, Danmark[2]